# Okręg wyborczy Liverpool East Toxteth
Okręg wyborczy Liverpool East Toxteth powstał w 1885 r. i wybierał do brytyjskiej Izby Gmin jednego posła. Okręg obejmował wschodnią część dzielnicy Toxteth w Liverpoolu. Został zlikwidowany w 1950 r.

## Deputowani do brytyjskiej Izby Gmin z okręgu Liverpool East Toxteth
- 1885–1895: Henry de Worms, Partia Konserwatywna
- 1895–1902: Augustus Warr, Partia Konserwatywna
- 1902–1910: Austin Taylor, Partia Konserwatywna
- 1910–1916: Edward Marshall-Hall, Partia Konserwatywna
- 1916–1924: James Rankin, Partia Konserwatywna
- 1924–1929: Albert Jacob, Partia Konserwatywna
- 1929–1931: Henry Mond, Partia Konserwatywna
- 1931–1950: Patrick Buchan-Hepburn, Partia Konserwatywna